# جامعه دنقلا
جامعه دنقلا (به عربی: جامعة دنقلا) یک منطقهٔ مسکونی در سودان است که در دنقلا واقع شده‌است.